# Lamjung Himal
Der Lamjung Himal ist ein Berg im Himalaya in Nepal.
Der 6983 m hohe Lamjung Himal liegt im äußersten Osten des Annapurna Himal. Die 7937 m hohe Annapurna II liegt 8,24 km nordwestlich des Lamjung Himal. Der Lamjung Himal wurde am 25. April 1974 über den Ostgrat von einer britischen Expedition (Philip Neame und Derek Chamberlain) erstbestiegen. Weitere Expeditionsteilnehmer bestiegen den Gipfel am 27. April (Dick Isherwood und John Scott) sowie am 3. Mai (Michael Burgess). 